# Autonoe borealis
Autonoe borealis är en kräftdjursart som först beskrevs av A. A. Myers 1976.  Autonoe borealis ingår i släktet Autonoe och familjen Aoridae. Inga underarter finns listade i Catalogue of Life.